# Heimaspis centrafricana
Heimaspis centrafricana är en insektsart som beskrevs av Alfred Serge Balachowsky och Michael D. Ferrero 1967. Heimaspis centrafricana ingår i släktet Heimaspis och familjen pansarsköldlöss.
Artens utbredningsområde är Centralafrikanska republiken. Inga underarter finns listade i Catalogue of Life.